# Nachschieben von Gründen
Das Nachschieben von Gründen bezeichnet im Verwaltungsprozessrecht die Ergänzung eines angefochtenen Verwaltungsakts durch die beklagte Behörde um weitere tatsächliche oder rechtliche Gesichtspunkte im verwaltungsgerichtlichen Verfahren. 
Vom Nachschieben von Gründen zu unterscheiden ist die bloße Nachholung der Begründung nach § 45 Abs. 1 Nr. 2 VwVfG, wenn der Verwaltungsakt entgegen § 39 VwVfG ohne Angabe von Gründen erlassen worden war. Hier kann die Begründung noch bis zur letzten Tatsacheninstanz nachgeholt und die formelle Rechtswidrigkeit so geheilt werden (§ 45 Abs. 1 Nr. 2, Abs. 2 VwVfG).
Das Nachschieben von Gründen ist gesetzlich nicht ausdrücklich geregelt, wird aber von der Rechtsprechung in jeder Tatsacheninstanz als zulässig erachtet, wenn die Gründe bereits bei Erlass des Verwaltungsakts vorlagen und der Verwaltungsakt nicht in seinem Wesensgehalt verändert wird, etwa indem nunmehr der Verwaltungsakt auf eine völlig andere Rechtsgrundlage gestützt wird. Der Beschwerte darf auch nicht in seiner Rechtsverteidigung beeinträchtigt werden, etwa durch Nichtgewährung rechtlichen Gehörs zu dem nachgeschobenen Gesichtspunkt.
Die Verwaltungsgerichtsordnung ermöglicht in § 114 Satz 2 VwGO ein Nachschieben von Gründen ausdrücklich bei einer Ermessensentscheidung, wenn die Ermessenserwägungen der Behörde im verwaltungsgerichtlichen Verfahren ergänzt werden sollen. Die Verwaltungsentscheidung wird dadurch materiell rechtmäßig, die Klage unbegründet. Davon abzugrenzen ist allerdings der Fall, dass ein vollständiger Ermessensausfall vorliegt. Hier kann die Ausübung des Ermessens nachgeholt werden, wenn sich die Notwendigkeit einer Ermessensentscheidung erst im gerichtlichen Verfahren ergibt. Verwaltungsakte mit Dauerwirkung dürfen für die Zukunft auf neue Ermessenserwägungen gestützt werden, wenn eine für die Ausübung des Ermessens erhebliche Rechtsänderung im Parlament verabschiedet worden ist.